# 知っトク地図帳
『知っトク地図帳』（しっトクちずちょう）は、NHK Eテレで2011年4月6日から2017年3月まで放送されていた小学3-4年生社会科向け学校放送である。本番組のメインテーマは「地図の向こうに社会が見える!｣

## 概要
「仕事の見える化」と「地図帳の活用」からアプローチすることにより、子供たちに日常のくらしや社会のしくみが多くの人々に支えられていることを伝えるとともに、さまざまな職業を通じて地図記号の由来や地図の使い方を学ぶ。
本番組と同じく小学3～4年生向けの『見えるぞ!ニッポン』でも地図帳を活用するが、都道府県の位置と名称を扱う『見えるぞ!ニッポン』に対して、本番組では地図記号の由来・意味やプロの仕事人の地図の使い方に重点を置いている点で異なる。
2017年3月をもってテレビにおける放送を終了。後継番組は『コノマチ☆リサーチ』。
番組終了後も「NHK for School」公式サイトでのアーカイブ配信が続けられていたが、水道橋博士の第26回参議院議員通常選挙への出馬（結果として当選しれいわ新選組所属の参議院議員となったが2023年1月16日に議員辞職）に伴い、アーカイブ配信は2022年5月24日より取り止められた。

## 放送時間
| 期間                | 放送時間            |
| ------------------- | ------------------- |
| 2011年度            | 水曜日 9:30 - 9:40  |
| 2012年度 - 2013年度 | 水曜日 9:10 - 9:20  |
| 2014年度            | 水曜日 9:40 - 9:50  |
| 2015年度            | 水曜日 9:55 - 10:05 |
| 2016年度            | 水曜日 9:25 - 9:35  |

## キャスト
- ナビゲーター - 水道橋博士
- ナレーション - TARAKO

## スタッフ
- 写真 - サト・ノリユキ
- アニメーション - 加藤和博

## 出版物
- 『NHK 知っトク地図帳 しらべて遊ぼう　この地図だれのもの?』がNHK出版から刊行されている[3]。